# Филипино-американски ден на приятелството
Филипино-американския ден на приятелството, 4 юли, е празник във Филипините.
Въведен е от президента Диосдадо Макапагал, за да отбележи освобождението на страната от съюза между филипинските и американските сили от японската окупация в края на Втората световна война.
Филипините са владение на Съединените щати от 1898 до 1941 година, когато са окупирани от Япония. След кратка американска окупация в края на войната държавата получава пълна независимост на 4 юли 1946 година.